# 彩川ひなの
彩川 ひなの（あやかわ ひなの、1995年6月20日 - ）は、日本のグラビアアイドル、タレント。アイドルグループ・リンクSTAR`s（2017年8月10日より無期限活動休止）のメンバーであり、リーダーでもあった。東京都出身。フィットに所属していたが現在はリップ所属。

## 略歴
2012年8月2日、アイドルグループ「リンクス」加入。同年12月、『宇宙＜そら＞飛ぶクリスマス』にて初舞台。
2014年8月、リーダーに就任。
2015年3月15日、グループ名を「リンクSTAR`s」に改名。
2017年8月10日のライブをもってリンクSTAR'sが無期限活動停止。
2024年4月1日、リップ所属となったことを自身のX（旧Twitter）にて報告した。

## 人物
- キャッチフレーズは「魅惑のハレンチボディ」。
- 趣味はゲーム、アニメ、フィギュアスケート鑑賞。
- チャームポイントはアニメ声[6]。
- 姉がいる[7]。
- グラビア活動にも積極的で知られる[8]。

## 作品

### DVD
- juicy kiss（2012年5月16日、アースゲート）
- New kiss（2012年12月14日、スパイスビジュアル）
- ひなの祭り（2013年3月23日、ワッフルランド）
- Pure Smile（2013年10月25日、竹書房）
- sweet heart（2014年1月31日、スパイスビジュアル）
- 恋する同級生（2014年10月17日、M.B.Dメディアブランド）
- HINANOなの!（2015年1月30日、エスデジタル）
- 大人になったひなの（2017年2月17日、イーネットフロンティア）
- ボクの家庭教師（2017年12月22日、竹書房）
- ひなのがした8つのコト（2018年3月31日、ファインクリエイト）
- 月は綺麗ですか？（2018年6月20日、ラインコミュニケーションズ）
- Au_！ Hinano（2018年9月5日、ファインクリエイト）
- 晴れんちぼでぃ（2019年3月29日、エスデジタル）

### 写真集
- 原寸大おっぱい図鑑（2017年8月2日、一迅社、撮影：須崎祐次）[9] - Eカップ代表
- 百合写真集 オンナノコたちのヒミツ（2019年3月4日、一迅社、撮影：須崎祐次）
- 彩川ひなの ファースト写真集「Lea Lea」（2019年11月25日、トランスワールドジャパン、撮影：小野寺廣信）ISBN 978-4-86256-270-8
- AyakawaHinano : 彩川ひなの2nd写真集(2022年6月22日、双葉社、撮影：前康輔)

### カレンダー
- 2018年カレンダー（2017年10月23日）
- 2019年カレンダー（2018年10月25日）
- 2020年カレンダー（2019年10月26日）

## 出演

### テレビ
- おてんこしゃんこ（2013年3月 - 、千葉テレビ） - 準レギュラー
- 真夜中のおバカ騒ぎ（2014年12月4日 - 25日、千葉テレビ・TOKYO MX）
- 絶対!知るべきすちゃん〜今すぐ知りたい10のエンタメ〜（リンクSTAR's）（2015年5月2日、テレビ東京）
- お願い!ランキング お願い!超選挙（2017年5月16日・6月20日、テレビ朝日・AbemaTV）
- 佳代子の部屋（2017年5月18日・25日、フジテレビ）
- 宇宙戦隊キュウレンジャー 第19・23・33話（2017年6月25日・7月30日・10月8日、テレビ朝日） - エリス 役
- カスタム野郎Cチーム #3（2017年9月26日、フジテレビONE）
- 鎧美女（2017年9月・2018年4月、フジテレビONE）
- 平成生まれ3000万人そんなコト考えたことなかったクイズ!（2017年9月30日、朝日放送） - パネラー
- BOMBER-E（2017年11月25日、メ〜テレ）
- 激!今夜もドル箱（テレビ東京）
- 本能Z（2018年12月12日、CBC）
- 有吉反省会（2019年11月23日、日本テレビ）
- 脚本芸人 第1夜・第2夜（2022年6月22日・23日、フジテレビ）※写真出演

### ネット番組
- あきばふぉんprezents リンク×3（リンクス）（2013年3月 - 12月、FM下北沢）
- Kawaiian くらびぃー!+ ♯3（リンクSTAR's）（2015年4月20日、ニコニコ生放送・スカパー・J:COM 他）
- ドタ
- ニコラジ（リンクSTAR's）（2015年6月10日・2016年7月27日、ニコニコ生放送）
- Kawaiian TV LIVE ♯5（リンクSTAR's）（2015年6月20日、ニコニコ生放送・スカパー・J:COM 他）
- Showcase LIVE by Showtitle ♯4（リンクSTAR's）（2016年7月23日、ニコニコ生放送・スカパー・J:COM 他）
- えりぬきアイドルがその場で調べるニュースの結論（略して）バラ売り #34・37 - 39（2017年5月6日・6月17日 - 7月15日、ニコニコ生放送・スカパー・J:COM 他）
- 生のアイドルが好き（リンクSTAR's）（2017年7月30日、ニコニコ生放送）
- 名店 春日亭の油そば タダ食いに挑戦（2017年8月1日）
- 野性爆弾のワールドチャネリング（2017年8月4日、Amazonプライム）
- 野性爆弾のワールドチャネリング1 1/2（Amazonプライム）
- 待機!無理スカポリス（2017年8月4日、ひかりTV・スカパー・スカパーondemand・J:COM・ニコニコ生放送）
- Abema Game 9 アゲナイッ! ウィンズデー（2018年1月23日 - 4月11日、AbemaTV） - アシスタントMC
- ぶるぺん[10]（2018年4月、GYAO!）[11]
- アベマ大縁日〜人気番組勢ぞろい！神宮花火大会生中継で豪華プレゼント大放出SP〜（2018年8月11日、AbemaTV）[12]
- スピードワゴンの月曜The NIGHT（2019年2月5日[13]、AbemaTV） - 第3回女性準レギュラー選手権
- 野性爆弾のワールドチャネリング3（2019年12月6日、Amazonプライム）

### 舞台
- 劇団SPACE☆TRIP「宇宙（そら）飛ぶクリスマス 」（2012年12月21日 - 24日、築地本願寺ブディストホール）
  - 「ニューヨーク東村山三丁目の奇跡」 - ヒナリンタ 役
  - 「雪のマジカルフェアリー」 - ヒロイン ゆき 役
- 劇団SPACE☆TRIP「夜逃げ屋倶楽部〜桜くの一商事〜」（2013年4月23日 - 28日、千本桜ホール） - 雨宮スズ 役
- 劇団SPACE☆TRIP「門星家の秘密」（2013年10月18日 - 20日、千本桜ホール） - 門星ルビー 役
- 劇団SPACE☆TRIP「銀河鉄道の夜にかなり依る夜」（2015年1月30日 - 2月1日、千本桜ホール） - 鳥捕りのジョナサン（猫） 役
- 舞台版てーきゅう〜先輩とめぐりあう時間たち〜[14]（2015年7月29日 - 8月2日、日本芸術専門学校大森校劇場） - トマリン 役
- 舞台版レーカン![15]（2015年11月11日 - 15日、日本芸術専門学校大森校劇場） - 吉田良子 役
- 舞台版てーきゅう〜先輩とめぐりあう時間たち〜ディレクターズカット[16]（2016年3月16日 - 21日、日本芸術専門学校大森校劇場） - トマリン 役
- アリスインプロジェクト「真説・まなつの銀河に雪のふるほし[17]」（2017年1月11日 - 15日、六行会ホール） - アンナ・クリストフ 役
- 劇団ドリームプリンセス「ぴんすぽ！」（2017年6月8日 - 11日、六行会ホール） - 朱坂照 役
- オッドエンタテインメント「まじかるすいーと プリズム・ナナ ザ・スターリーステージ[18]」（2017年9月13日 - 18日、サンシャイン劇場） - 詩音 役

### イベント
- juicy kiss DVD発売記念イベント（2012年6月24日、アソビットシティ・ソフマップモバイル館）
- モバイルサイト会員限定スペシャルライブイベント（リンクス）（2012年10月21日、新宿ロボットレストラン）
- New kiss DVD発売記念イベント（2013年2月2日、ソフマップモバイル館）
- ひなの祭り DVD発売記念イベント（2013年3月30日、ソフマップモバイル館）
- 「ヤンチャン学園音楽部」お披露目イベント（リンクス）（2013年11月16日、AKIBAカルチャーズ劇場）
- Sweet Heart DVD発売記念イベント（2014年2月16日、ソフマップモバイル館）
- 恋する同級生 DVD発売記念イベント（2014年11月1日、ソフマップアミューズメント館）
- 超時空超合金展（2014年11月22日・23日）
- 第一回新人監督映画祭（リンクス）（2014年11月28日）
- 『ドラゴンポーカー』オリジナルサウンドトラック第2弾発売記念イベント（リンクス）（2014年12月18日、タワーレコード秋葉原）
- LIVE Cafe Sho-gaへようこそ!（リンクス）（2014年12月20日、LIVESTAGE hodgepodge）
- HINANOなの! DVD発売記念イベント（2015年2月7日、ソフマップアミューズメント館）
- リンクスター 発売記念イベント（リンクSTAR's）（2015年5月7日、タワーレコード新宿店 / 5月24日、マルイシティ渋谷 / 6月7日、仙台駅前EBeans / 6月14日、町田ターミナルプラザ / 6月14日、新星堂サンシャインシティアルタ店 / 6月19日、タワーレコード錦糸町店）
- リリイベ祭り（リンクSTAR's）（2015年6月21日、TOWERmini西武船橋店）
- チケットお渡し&ハイタッチ会（2015年10月25日・2016年2月27日、日本芸術専門学校大森校劇場）
- リリイベ祭り（リンクSTAR's）（2016年5月21日、アリオモール蘇我店）
- 「be alright」発売記念イベント（リンクSTAR's）（2016年5月29日、タワーレコード津田沼店 / 6月18日、仙台駅前EBeans）
- 「トゥインクリン☆」リリース記念イベント（リンクSTAR's）（2016年7月17日、イオンモール八千代緑が丘2階アゼリア広場 / 7月27日、ニコニコ本社）
- CDお渡し会&MV公開イベント（リンクSTAR's）（2016年8月3日、笹塚ボウル4Fパーティルーム）
- 「トゥインクリン☆」リリース記念イベント（リンクSTAR's）（2016年8月4日、タワーレコード立川立飛店 / 8月5日、タワーレコードアリオ川口店 / 8月9日、タワーレコード川崎店）
- 「大人になったひなの」DVD発売記念イベント（2017年3月5日、ソフマップアミューズメント館）
- グラドル横丁（2017年7月9日、横浜赤レンガパーク）
- 『まじかるすいーとプリズム・ナナ ザ・スターリーステージ』公開制作発会（2017年7月25日、サンシャインシティ噴水広場）
- ANdRIDExアンファー（2017年7月30日、渋谷DAIA）

### CM・広告 他
- nottv CM「驚きのショップ」篇（2014年）
- まごころカフェ イメージガール（2012年）
- Alice Age ファッションモデル（2012年12月）
- sabra net グラビア配信（2015年9月24日）
- ニンテンドー3DS CM「スナックワールドトレジャラーズ」
- アイフル CM「隠し味」編（2017年）
- セブン-イレブン WebCM「ありがとうおでん」（2018年8月）
- LINE Pay TVCM「LINE PAYでわりかん～忘年会～」篇（2018年12月）

### ラジオ
- MULTIPLY RADIO（2017年8月3日・10日・17日・24日・31日、FM愛知）

### 雑誌
- Cream（2014年6月号）
- CM now（リンクス）（2014年12月10日）
- BITTER（2015年6月24日）
- Cream特別編集ムック写真集ライブアイドル・コンプレックス（2015年10月9日）
- ヤングアニマル（2016年2月26日）
- ビッグコミックスピリッツ（2017年6月19日）
- 週刊プレイボーイ（2017年11月） - グラビア
- キスカ（2017年11月） - 表紙
- 週刊実話（2017年11月） - 表紙
- custom car（2017年11月） - 表紙
- BOMB（2017年11月）
- FLASH（2019年11月）

### その他
- Android App「エンジェルマスター」（2013年7月） - 声優出演[19]
- 油そば 春日亭 - 油姫（声）[20]

## その他

### ひなりん語
- 苺の森（自宅）
- 使い魔ちゃん（愛猫）
- 夢の雫（汗）[21]
- おちゅぴな（お疲れさま+ひなの）[22]
- おやすんっ（おやすみ）[23]
- コロネ巻き（縦ロール）[24]
- ずーみん（鼻水）[25]
- てんきゅまん（とってもありがとう）[26]
- ふぁいおっ（ふぁいとおー）[27]
- ぎゅたい（ぎゅーしたい）[28]
- まつたけさま（お疲れ様）[29]
- 漆黒の闇の中で奏でるレクイエムとともに堕天使たちが舞い踊る（感謝いっぱいだよぉっ!）[30]

### 食べ物関係
- ひなのすぺしゃる（31アイス キャラメルリボンとベリーベリーストロベリーのセット）
- アイス
- ケーキ（キルフェボン イチゴタルト）[31]